# Aston Martin DBR22
L'Aston Martin DBR22 est une barquette sportive produite par le constructeur automobile britannique Aston Martin à partir de 2022.

## Présentation

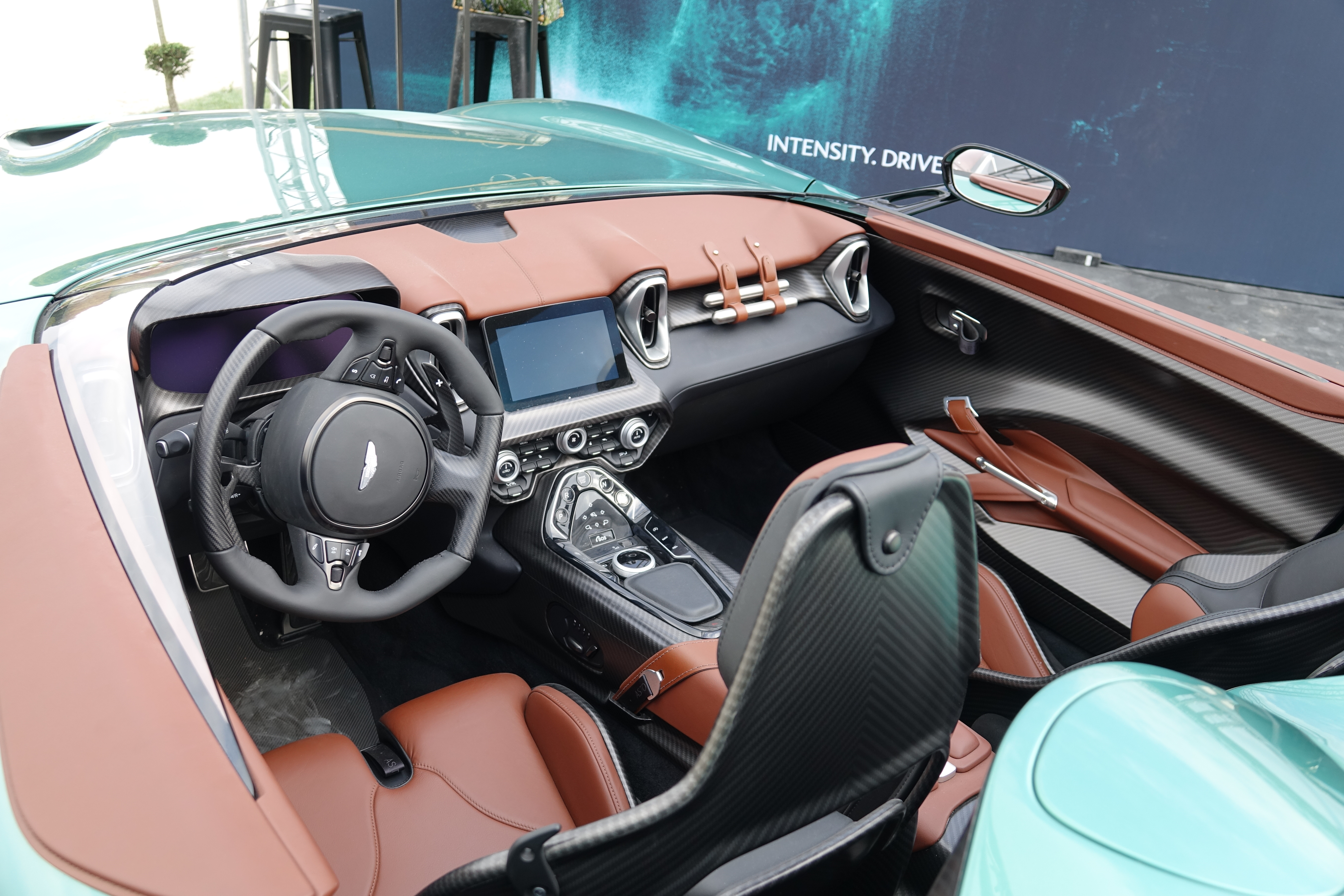
Planche de bord.

L'Aston Martin DBR22 est présentée au Concours d'élégance de Peeble Beach en Californie le 16 août 2022 puis au concours d'élégance du Chantilly Art & Elegance Richard Mille 2022 en septembre.
La DBR22 célèbre les dix ans du département de personnalisation Q du constructeur. Elle s'inspire de l'Aston Martin DB3S et rend hommage à la mythique barquette de course Aston Martin DBR1, victorieuse des 24 Heures du Mans 1959.

## Caractéristiques techniques

### Motorisation
L'Aston Martin DBR22 hérite du V12 5,2 litres de la DBS Superleggera et de la V12 Speedster, dont la puissance a été portée à 715 ch et 753 N m de couple, accouplé à la transmission automatique à huit rapports ZF.
|                        | DBR22                          |
| ---------------------- | ------------------------------ |
| Moteur                 | V12                            |
| Admission              | Bi-turbo                       |
| Cylindrée              | 5 204 cm3                      |
| Puissance maximale     | 715 ch (526 kW)                |
| au régime de           | 6 500 tr/min                   |
| Couple maximal         | 753 N m                        |
| au régime de           | 1 800 à 5 000 tr/min           |
| Boîte de vitesses      | Automatique ZF à 8 rapports    |
| Transmission           | Aux roues arrière (propulsion) |
| Vitesse maximale       | 319 km/h                       |
| 0-100 km/h             | 3,4 s                          |
| Consommation           | L/100 km                       |
| Émissions de CO2       | g/km                           |
| Masse à vide           | kg                             |
| Capacité du réservoir  | L                              |
| Norme environnementale | Euro 6                         |